# Rio Acima
Rio Acima – miasto i gmina w Brazylii, w stanie Minas Gerais. Znajduje się w mezoregionie Metropolitana de Belo Horizonte i mikroregionie Belo Horizonte.